# 鄭勇周
鄭勇周（韓語：정용주，1996年7月27日—），另譯作鄭容柱，韓國男演員。

## 演出作品

### 電視劇
- 2021年：網劇《中古國旅情記(중고나라여정기)》飾演 高仲基
- 2021年：網劇《PICK GO(픽고 PICKGO)》飾演 宋宇植
- 2021年：網劇《I don't care(아이돈케어)》飾演 金賢基[2]
- 2022年：tvN《二十五，二十一》飾演 不良少年(EP1.4)
- 2022年：JTBC《Insider 知情人》飾演 駭客(EP14.15)
- 2022年：JTBC《The Empire：法之帝國》飾演 部落客(EP11)
- 2023年：網劇《搭乘戀愛(탑승연애)》飾演
- 2023年：tvN《閃亮的西瓜》飾演 鄭道進(EP11.12.15)
- 2023年：wavve《交易》飾演 吳哲[3]
- 2023年：TVING《死期將至》飾演 金智榮[4]
- 2024年：MBC《夜晚開的花》飾演 丕燦[5]
- 2025年：Wavve《沒出息的歷史》飾演 李光宰

### 電影
- 2020年：《新林男女(신림남녀)》飾演 警衛
- 2023年：《十八，成年的年齡》飾演 南賢宇
- 2023年：《禍亂：地下秩序》飾演 陆明勳

### MV
- 2021年：MIND U《早晨(아침)》

## 外部連結
- 鄭勇周的Instagram帳戶
- YouTube上的鄭勇周頻道
- 鄭勇周在NAVER上的资料
- 鄭勇周在Daum上的资料